# Ковалёв, Сергей (гребец)
Сергей Ковалёв (рум. Serghei Covaliov, 14 октября 1944, Мила 23, жудец Тулча, Румыния — 16 мая 2011, Летя, жудец Тулча, Румыния) — румынский каноист, олимпийский чемпион Олимпийских игр в Мехико (1968).

## Спортивная карьера
Выступал за спортивный клуб «Динамо» (Бухарест).
Олимпийский чемпион летних Игр в Мехико (1968) в гребле на каноэ-двойке на 1000 м (с Иваном Пацайкиным). Чемпион мира 1966 г. (с Виколом Калабичевым) и 1970 г. (с И. Пацайкиным) в гребле на двойке на 1000 м. Чемпион Европы 1969 г. в гребле на двойке на 1000 м. На Олимпийских играх в Мюнхене (1972) и на чемпионате мира 1971 завоевал серебряные медали в гребле на двойке на 1000 м (с И. Пацайкиным). Бронзовый призёр первенства Европы 1965 г.

## Награды
- Кавалер национального ордена «За заслуги» (2001)[3].
- Орден «За спортивные заслуги» I степени (2008)[3].